# Петровка (Якутия)
Петровка (якут. Петровка) — село в Мегино-Кангаласском улусе Якутии России. Административный центр и единственный населённый пункт Харанского наслега. Население — 1225 чел. (2021), большинство — якуты .

## География
Село расположено в центре региона на Центрально-Якутской равнине, в зоне тайги, в подзоне среднетаёжных лесов, на берегу озера Майя. Фактически слилось с селом Майя.
Географическое положение
Расстояние до прежнего улусного центра — села Майя — 2 км., до нового центра — пгт Нижний Бестях — ? км.
Климат
В населённом пункте, как и во всем районе, климат резко континентальный, с продолжительным зимним и коротким летним периодами. Зимой погода ясная, с низкими температурами. Устойчивые холода зимой формируются под действием Сибирского антициклона. Средняя температура января −41…-42 °С, июля +17…+18 °С. Осадков выпадает 200—255 мм в год.

## История
Основана Петровка в 1975 году.
Согласно Закону Республики Саха (Якутия) от 30 ноября 2004 года N 173-З N 353-III село возглавило образованное муниципальное образование Харанский наслег.

## Население
| 1989  | 2002  | 2010  | 2012  | 2013  | 2014  | 2015  | 2016  | 2017  | 2018  | 2019  |
| ----- | ----- | ----- | ----- | ----- | ----- | ----- | ----- | ----- | ----- | ----- |
| 1000  | ↗1068 | ↗1139 | ↘1135 | ↘1115 | ↗1122 | ↗1127 | ↗1134 | ↗1150 | ↗1168 | ↘1166 |
| 2020  | 2021  |       |       |       |       |       |       |       |       |       |
| ↗1175 | ↗1225 |       |       |       |       |       |       |       |       |       |

Национальный состав
Согласно результатам переписи 2002 года, в национальной структуре населения якуты составляли 85 % от общей численности населения в 1068 чел..

## Инфраструктура
Животноводство (мясо-молочное скотоводство, мясное табунное коневодство), зерновые культуры.
Дом культуры, неполная средняя общеобразовательная школа, учреждения здравоохранения и торговли.

## Памятники
- Памятник-часовня, посвященный воинам, павшим в годы Великой Отечественной войны (1941-1945 гг.).
- Памятник воинам-землякам, участникам Великой Отечественной войны (1941-1945 гг.)

## Транспорт
Асфальтированная дорога в село Майя с выездом на автодорогу республиканского значения «Амга».